# Hannes Stelzer (acteur, 1924–2017)
Pour les articles homonymes, voir Hannes Stelzer.
Hannes Stelzer, de son vrai nom Hans-Joachim Stelzer (né le 16 mai 1924 à Görlitz, mort le 7 novembre 2017) est un acteur allemand.

## Biographie
Stelzer joue dans de nombreuses productions télévisées allemandes, comme Polizeiruf 110.
Il apparaît dans des films est-allemands. Il s'agit de productions DEFA comme Till Eulenspiegel (1975).

## Filmographie
- 1965 : Der Nachfolger (TV)
- 1968 : Die Toten bleiben jung
- 1969 : Mohr und die Raben von London
- 1969 : Weite Straßen – stille Liebe
- 1970 : Aus unserer Zeit
- 1970 : Im Spannungsfeld
- 1970 : Der Streit um den Sergeanten Grischa (TV)
- 1970 : Jeder stirbt für sich allein (série télévisée)
- 1972 : Januskopf
- 1972 : Laut und leise ist die Liebe
- 1972 : Er - Sie - Es (TV)
- 1972 : Polizeiruf 110: Der Tote im Fließ (série télévisée)
- 1973 : Die Hosen des Ritters von Bredow
- 1973 : Erziehung vor Verdun
- 1973 : Die Brüder Lautensack (TV)
- 1974 : Aber Vati! (TV)
- 1974 : Hallo Taxi (TV)
- 1974 : Der Untergang der Emma
- 1975 : Aus meiner Kindheit
- 1975 : Suse, liebe Suse
- 1975 : Die unheilige Sophia (TV)
- 1975 : Lotte in Weimar
- 1975 : Till Eulenspiegel
- 1976 : Ein verdammt schöner Tag (TV)
- 1976 : Daniel Druskat (TV)
- 1976 : Das Licht auf dem Galgen
- 1976 : Was kostet Martin die Welt? (TV)
- 1976 : Ohne Märchen wird keiner groß (TV)
- 1976 : Philipp, der Kleine
- 1976 : Sein letzter Fall (TV)
- 1976 : Die Insel der Silberreiher (TV)
- 1977 : Goldene Zeiten - Feine Leute (TV)
- 1977 : Happy End (TV)
- 1977 : Ein Katzensprung
- 1977 : Das Herz der Dinge (TV)
- 1977 : Die Verführbaren (TV)
- 1977 : Polizeiruf 110: Die Abrechnung
- 1978 : Eine Handvoll Hoffnung
- 1978 : Der gepuderte Mann im bunten Rock (TV)
- 1978 : Sieben Sommersprossen
- 1978 : Fleur Lafontaine
- 1979 : Spuk unterm Riesenrad (série télévisée)
- 1979 : Addio, piccola mia
- 1979 : Des Henkers Bruder
- 1979 : Schneeweißchen und Rosenrot
- 1979 : Pinselheinrich (TV)
- 1979 : Kein Platz für Teufel (TV)
- 1979 : Die Rache des Kapitäns Mitchell (TV)
- 1979 : Für Mord kein Beweis
- 1980 : Archiv des Todes (TV)
- 1980 : Die Heimkehr des Joachim Ott (TV)
- 1980 : Und nächstes Jahr am Balaton
- 1980 : Johann Sebastian Bachs vergebliche Reise in den Ruhm
- 1981 : Die Stunde der Töchter
- 1981 : Chirurgus Johann Paul Schroth - Eine Geschichte aus den Anfängen der Charité (TV)
- 1981 : Streichquartett
- 1981 : Trompeten-Anton
- 1982 : Dein unbekannter Bruder
- 1982 : Familienbande
- 1983 : Pianke (TV)
- 1983 : Der Aufenthalt
- 1983 : Frühlingssinfonie
- 1983 : Martin Luther
- 1983 : Moritz in der Litfaßsäule
- 1983 : Der entführte Prinz
- 1983 : Polizeiruf 110: Schnelles Geld
- 1984 : Das Eismeer ruft
- 1984 : Klassenkameraden (TV)
- 1985 : Ferienheim Bergkristall: Ein Fall für Alois (série télévisée)
- 1985 : Sachsens Glanz und Preußens Gloria (série télévisée)
- 1986 : Polizeiruf 110: Mit List und Tücke
- 1986 : Das wirkliche Blau (TV)
- 1987 : Altes Herz geht auf die Reise (TV)
- 1988 : Fallada – Letztes Kapitel
- 1989 : Der Bruch
- 1989 : Vera - Der schwere Weg der Erkenntnis (TV)
- 1989 : Die ehrbaren Fünf (TV)
- 1989 : Grüne Hochzeit
- 1990 : Alter schützt vor Liebe nicht (TV)
- 1990 : Der Streit um des Esels Schatten
- 1990 : Marie Grubbe (TV)
- 1991 : Polizeiruf 110: Thanners neuer Job
- 1991 : Jugend ohne Gott
- 1991 : Zwischen Pankow und Zehlendorf
- 1992 : Karl May
- 1993 : La Déesse du Soleil
- 1994 : Avoir la haine (TV)
- 1994 : Polizeiruf 110: Totes Gleis
- 1996 : Polizeiruf 110: Kurzer Traum
- 1997 : Unter die Haut (TV)
- 1998 : Tatort: Schüsse auf der Autobahn
- 1999 : Polizeiruf 110: Mordsfreunde
- 1999 : Götterdämmerung – Morgen stirbt Berlin (TV)
- 2000 : Das gestohlene Leben (TV)
- 2000 : Flucht nach vorn (TV)
- 2000 : Jetzt oder nie – Zeit ist Geld
- 2002 : Tatort: Undercover
- 2005 : Un été à Berlin
- 2010 : Die Friseuse
- 2011 : Reise nach Tulum
- 2011 : Krauses Braut (TV)
- 2012 : Bis zum Horizont, dann links!
- 2013 : Buddy
- 2013 : Liebe am Fjord – Sog der Gezeiten (série télévisée)
- 2014 : Tatort: Zirkuskind
- 2015 : Unverschämtes Glück (TV)
- 2016 : L'Épée Flamboyante
- 2016 : Der alte Mann und die Katze